# Инцидент 9 декабря
Инцидент 9 декабря (яп. 12月9日事件), также известный как инцидент с предупредительным огнём по вторгшемуся самолёту советских ВВС (яп. 対ソ連軍領空侵犯機警告射撃事件) — инцидент с двукратным нарушением советским Ту-16 (на перехват которого с авиабазы Наха ВВС Японии бросили свои F-4EJ 302-й тактической истребительной эскадрильи) воздушного пространства Японии в районе Окинавы, случившийся 9 декабря 1987. Первый из таких инцидентов, когда открыли огонь.

## Инцидент
Первый инцидент произошёл у острова Окиноэрабудзима утром в 11:24, второй — у острова Токуносима в 11:41.
Около 11 утра 4 советских самолёта приблизились к японской зоне идентификации ПВО. На перехват им были брошены 2 взлетевших по тревоге F-4. 3 из самолётов сменили курс, но один Ту-16 продолжил его. В 11:20 неизменивший курс самолёт опасно приблизился. К 11:24 было получено разрешение открыть предупредительный огонь, а самолёт пролетел через запретное воздушное пространство, но к 11:41 снова пересёк его, опять нарвавшись на предупредительный огонь.
МИД Японии выразил ноту протеста СССР, советская сторона обвинила в инциденте плохие погодные условия и сбой электроники. Провинившийся экипаж был наказан.
С августа 1967 это стало 20-м подобным случаем, наиболее недавним к тому времени из которых был августовский пролёт у острова Рэбун. Когда Ту-16 был перехвачен, он находился на пути из Владивостока на базу Камрань.
Хронология:
- 10:30 — Радар базы Миякодзима засекает 4 неизвестных самолёта
- 10:45 — F-4 поднимаются на перехват
- Через позицию РЛС передаётся предупреждение, по форме крыла определяется принадлежность — советская
- 11:10 — 3 самолёта меняют курс
- 11:20 — не сменивший курс самолёт идёт к Окиноэрабудзиме
- Командование юго-западной сводной авиадивизии в ответ на запрос разрешить огонь разрешает
- 11:24:30 — пересечение границы
- Предупредительный огонь
- 11:31:30 — самолёт покидает японское воздушное пространство
- 11:41:30 — повторное нарушение у Токуносимы
- Предупредительный огонь
- 11:45:45 — самолёт покидает японское воздушное пространство

Самолёт затем приземлился в Пхеньяне.

## Последствия
Советская сторона и министерство обороны Японии начали свои собственные расследования. Советская сторона по результатам объявила всему виной плохую погоду, хотя погода в тот день была солнечной. Административный вице-министр обороны Сэйки Нисихиро заявил:

Думаю, нарушение вполне было намеренным, потому как остров был обозрим достаточно чётко
Оригинальный текст (яп.)十分視界もきいて島も見える状況なので、かなり悪質であると考えている

СССР также упомянул о вине ошибки в направлении в поворотном манёвре.
14 января 1988 Эдвард Тиссье, командир 5-й воздушной армии признался, что в то время в небе находились американские самолёты и выжидательно наблюдали со стороны. Непосредственно в день инцидента Премьер-министр Японии Нобору Такэсита выразил сожаление инцидентов через день после подписания договора по РСМД. Глава евразийского департамента МИД Кадзутоси Хасэгава вызвал «на ковёр» советского посла Соловьёва, выразив устный протест и потребовав от советской стороны самого тщательнего расследования и наказания виновных, когда СССР продолжал настаивать на версии сбоя электроники из-за метеоусловий.
11 декабря советская сторона созвала по этому случаю пресс-конференцию в Москве и пообещала наказать виновных на фоне протестов в Японии. 17 декабря Сосукэ Уно затребовал официальный ответ по вопросу у находившегося в Японии с визитом Адамишина. 25 декабря Соловьёвым было объявлено о наказании экипажа. 15 февраля 1988 капитана понизили в звании. 19 февраля 2 членов экипажа отстранили от полётов.
Один из членов экипажа позже в июне 1988 погиб при воздушном столкновении во время тренировок по боевому маневрированию.